# 厚叶槭
厚叶槭（学名：Acer crassum）为无患子科槭属的植物，为中国的特有植物。分布于中国大陆的云南等地，生长于海拔1,000米的地区，一般生长在阔叶林中，目前尚未由人工引种栽培。